# I segreti del vulcano
I segreti del vulcano è una miniserie televisiva francese andata in onda in prima visione su France 2 e trasmessa anche in Italia in chiaro su rete 4.

## Puntate
| n° | Titolo originale | Titolo italiano      | Prima TV Francia  | Prima TV Italia  | Telespettatori | Share |
| -- | ---------------- | -------------------- | ----------------- | ---------------- | -------------- | ----- |
| 1  |                  | Il ritorno di Thomas | 23 agosto 2006    | 26 agosto 2008   | 1.291.000      | 6,59% |
| 2  |                  | Senso di colpa       | 30 agosto 2006    | 2 settembre 2008 | 1.320.000      | 6,08% |
| 3  |                  | La bugia di Jasmine  | 6 settembre 2006  | 9 settembre 2008 | 915.000        | 4,14% |
| 4  |                  | Troppi segreti       | 13 settembre 2006 | 9 settembre 2008 | 961.000        | 9,67% |